# Dallas Love Field
Dallas Love Field (IATA: DAL, ICAO: KDAL, FAA LID: DAL) je civilní veřejné letiště, nacházející se 10 km severozápadně od centra Dallasu v americkém státě Texas.
Love Field bylo hlavním letištěm města Dallas do roku 1974, kdy bylo otevřeno letiště Dallas/Fort Worth International Airport (DFW). Drastický propad počtu cestujících vedl v roce 1978 k uzavření letiště. Po deregulaci amerického vzdušného prostoru se stal hlavním dopravním uzlem pro Southwest Airlines, kterým je dodnes. V březnu 2012 působili na letišti další významné společnosti jako United Express, Delta Connection a Seaport Airlines.
Po zavraždění prezidenta Johna F. Kennedyho v Dallasu 22. listopadu 1963 složil viceprezident Lyndon B. Johnson na palubě Air Force One, před vzletem z letiště Dallas Love Field do Washingtonu, prezidentskou přísahu do rukou federální soudkyně Sarah T. Hughesové.

## Současnost
V roce 2009 byl oznámen plán modernizace letiště. Investice v hodnotě 519 milionů dolarů zmodernizují stávající terminály. Předpokládá se i napojení na systém snadného metra Dallasu, DART (Dallas Area Raid Transit). Se stavebními pracemi se mělo začít v roce 2014.

## Statistika
| Umístění | Město                        | Cestující | Dopravce                          |
| -------- | ---------------------------- | --------- | --------------------------------- |
| 1        | Houston–Hobby, Texas         | 583 000   | Southwest                         |
| 2        | Atlanta, Georgie             | 374 000   | Delta, Southwest                  |
| 3        | San Antonio, Texas           | 330 000   | Southwest                         |
| 4        | Denver, Colorado             | 324 000   | Southwest                         |
| 5        | Los Angeles, Kalifornie      | 316 000   | Southwest, Virgin America         |
| 6        | Chicago–Midway, Illinois     | 313 000   | Southwest                         |
| 7        | Austin, Texas                | 309 000   | Southwest                         |
| 8        | Phoenix–Sky Harbor, Arizona  | 268 000   | Southwest                         |
| 9        | Las Vegas, Nevada            | 264 000   | Southwest, Virgin America         |
| 10       | New York–LaGuardia, New York | 259 000   | Alaska, Southwest, Virgin America |